# Świdnik
Świdnik är en stad i Lublins vojvodskap i Polen. 2014 hade staden 40 078 invånare.

## Vänorter
Świdnik har följande vänorter:
- Aalten, Nederländerna
- Béthune, Frankrike
- Brindisi, Italien
- Radun, Vitryssland
- Retjytsa, Vitryssland
- Šalčininkai, Litauen
- Sjostka, Ukraina
- Svidník, Slovakien
- Valjevo, Serbien